# Swiss Open Gstaad 2022
Lo Swiss Open di Gstaad 2022 è stato un torneo di tennis maschile giocato su campi in terra rossa all'aperto. È stata la 107ª edizione del torneo, facente parte della categoria ATP Tour 250 dell'ATP Tour 2022. Si è svolta alla Roy Emerson Arena di Gstaad, in Svizzera, dal 18 luglio al 24 luglio 2022.

## Partecipanti

### Teste di serie
| Nazionalità | Giocatore             | Ranking* | Testa di serie |
| ----------- | --------------------- | -------- | -------------- |
| Norvegia    | Casper Ruud           | 5        | 1              |
| Italia      | Matteo Berrettini     | 15       | 2              |
| Spagna      | Roberto Bautista Agut | 20       | 3              |
| Spagna      | Albert Ramos Viñolas  | 38       | 4              |
| Spagna      | Pedro Martínez        | 51       | 5              |
| Cile        | Cristian Garín        | 56       | 6              |
| Francia     | Hugo Gaston           | 58       | 7              |
| Portogallo  | João Sousa            | 60       | 8              |

* Ranking all'11 luglio 2022.

### Altri partecipanti
I seguenti giocatori hanno ricevuto una wildcard per il tabellone principale:
- Marc-Andrea Hüsler
- Alexander Ritschard
- Dominic Stricker

Il seguente giocatore è entrato in tabellone usando il ranking protetto:
- Dominic Thiem

I seguenti giocatori sono entrati in tabellone passando dalle qualificazioni:

- Juan Pablo Varillas
- Elias Ymer
- Nicolás Jarry
- Yannick Hanfmann

### Ritiri
Prima del torneo
- Arthur Rinderknech → sostituito da  Bernabé Zapata Miralles

## Partecipanti al doppio

### Teste di serie
| Nazione    | Giocatore            | Nazione    | Giocatore            | Ranking* | Testa di serie |
| ---------- | -------------------- | ---------- | -------------------- | -------- | -------------- |
| Brasile    | Rafael Matos         | Spagna     | David Vega Hernández | 77       | 1              |
| Uruguay    | Ariel Behar          | Kazakistan | Andrej Golubev       | 82       | 2              |
| Belgio     | Sander Gillé         | Belgio     | Joran Vliegen        | 96       | 3              |
| Kazakistan | Oleksandr Nedovjesov | Pakistan   | Aisam-ul-Haq Qureshi | 111      | 4              |

* Ranking all'11 luglio 2022.

### Altri partecipanti
Le seguenti coppie di giocatori hanno ricevuto una wildcard per il tabellone principale:
- Jacopo Berrettini /  Matteo Berrettini
- Marc-Andrea Hüsler /  Dominic Stricker

La seguente coppia di giocatori è entrata in tabellone usando il ranking protetto:
- Fabrice Martin /  Franko Škugor

Le seguenti coppie di giocatori sono entrate in tabellone come alternate:
- Vít Kopřiva /  Pavel Kotov
- Elias Ymer /  Mikael Ymer

### Ritiri
Prima del torneo
- Jacopo Berrettini /  Matteo Berrettini → sostituiti da  Vít Kopřiva /  Pavel Kotov
- Benoît Paire /  João Sousa → sostituiti da  Elias Ymer /  Mikael Ymer

## Campioni

### Singolare
Casper Ruud ha sconfitto in finale  Matteo Berrettini con il punteggio di 4–6, 7–6(4), 6–2.
- È il nono titolo in carriera per Ruud, il terzo della stagione.

### Doppio
Tomislav Brkić /  Francisco Cabral hanno sconfitto in finale  Robin Haase /  Philipp Oswald con il punteggio di 6–4, 6–4.